# 江戸アケミ
江戸 アケミ（えど アケミ、1953年7月1日 - 1990年1月27日）は、日本の男性音楽家である。本名は、江戸 正孝（えど まさたか）。1990年（平成2年）、自宅浴室で溺死し、ボーカル兼リーダーを務めていた音楽バンド、『JAGATARA』も解散となった。

## 人物
高知県中村市（現四万十市）生まれ。高知県立中村高等学校を経て、明治大学文学部卒業。
- JAGATARAとしての活動前より「江戸アケミ」を名乗り、ほとんど全て公の場ではこの名を用いたため、「江戸アケミ」が本名と思っていたファンも多い。ただしその名の由来は詳らかではないが、本人に直接訊くとキャバレーのホステスの代名詞「アケミさーん3番テーブルまでー」のアケミよ！と説明していたことがある。
- 1983年（昭和58年）から1985年（昭和60年）まで精神疾患を患っていた。発症に際しての詳細な経緯はJAGATARAのライブ・アルバム「君と踊りあかそう日の出を見るまで」に復刻収録されたドキュメント「黒い種馬」に詳しい。
- 幼時は洗礼を受けたクリスチャンであったが、長ずるにつれ信仰に疑問を感じ、棄教した。
- 非常に駄洒落好きであり、「名刺をばら撒く習慣はいつから始まった？『メイシ（明治）時代』」「後悔していいのは、処女とヤった時だけ『処女航海』(同じ読みの言葉を掛けて)」などの発言がある。

## 作風
- 江戸はJAGATARAの牽引役であり、ほぼ全ての楽曲制作を手掛けた（共作含む）。

### 作詞
- 江戸の詞のテーマには「大都会での生活と孤独」（「タンゴ」、「都市生活者の夜」など）、「狂気」（「BIG DOOR」など）、「社会から受ける抑圧（と解放に向けての闘争）」（「もうがまんできない」、「つながった世界」など）、などが多く見られる。

### 作曲
- 江戸はファンク、パンク・ロックなどの影響を強く受けており、双方のミックスされたものを基調とする。フェラ・クティやPファンク、頭脳警察などとの関連性は多く語られている。楽曲の形式はいわゆる歌謡曲のフォーマット（Aメロ⇒Bメロ⇒サビの繰り返し）には則らないものが多く、またジャム的性格を持つゆえ、6分以上、20分にまで至る長尺の作品が多い。

## 著書
- 江戸正孝「それから-江戸アケミ詩集」（ISBN:4783711550）